# Hormetica marmorata
Hormetica marmorata är en kackerlacksart som först beskrevs av Henri Saussure 1869.  Hormetica marmorata ingår i släktet Hormetica och familjen jättekackerlackor.
Artens utbredningsområde är Venezuela. Inga underarter finns listade i Catalogue of Life.